# Antonio Baslini
Antonio Baslini (ur. 19 czerwca 1926 w Mediolanie, zm. 25 marca 1995 tamże) – włoski polityk, dziennikarz i menedżer, deputowany krajowy i europejski, podsekretarz stanu.

## Życiorys
W 1949 ukończył studia z chemii przemysłowej na Uniwersytecie w Mediolanie. Przez wiele lat kierował działającą w tej branży spółką Baslini, założoną przez jego ojca Ernesto. Od 1943 należał do Włoskiej Partii Liberalnej, pełnił funkcję jej wiceprzewodniczącego, a od 1994 honorowego przewodniczącego jej następczyni Federacji Liberałów. Zajmował stanowisko redaktora naczelnego powiązanego z liberałami czasopisma „La Tribuna”, a także kierował laickim pismem „Alleanza”.
W 1960 wybrany do rady miejskiej Mediolanu. W latach 1963–1987 zasiadał w Izbie Deputowanych IV, V, VI, VII, VIII i IX kadencji. Od 1977 do 1979 oddelegowany także do Parlamentu Europejskiego. Autor szeregu projektów ustaw, m.in. wprowadzających czas letni i rozwody (ten drugi połączony z propozycją Lorisa Fortuny). Był podsekretarzem stanu w resorcie spraw zagranicznych (sierpień 1979 – kwiecień 1980).
Członek loży masońskiej Propaganda Due.